# Biertan
Biertan (deutsch Birthälm, siebenbürgisch-sächsisch Birthälm, ungarisch Berethalom) ist eine Gemeinde im Kreis Sibiu, in der Region Siebenbürgen in Rumänien.

## Geografie

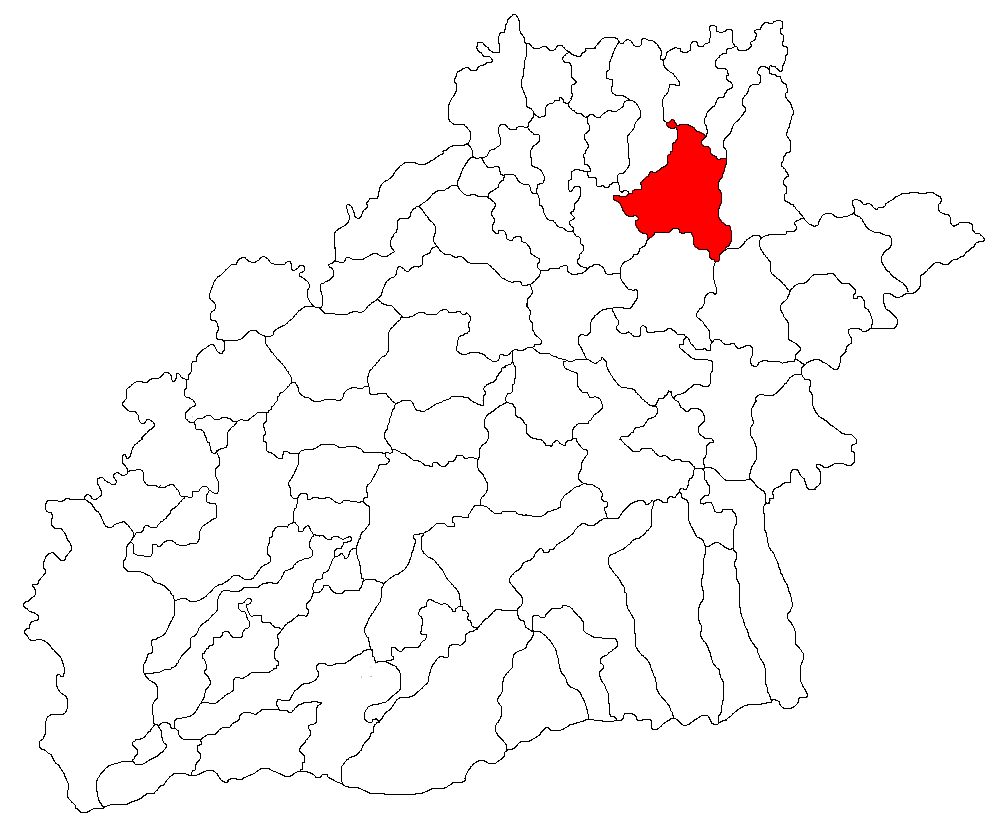
Lage der Gemeinde Biertan im Kreis Sibiu

Der Ort Biertan liegt auf dem ehemaligen Königsboden in einem Seitental der Târnava Mare (Große Kokel), etwa 8 km südlich des Kokeltals an der Straße, die von Șaroș pe Târnave (Scharosch) kommend, nach Richiș (Reichesdorf) und weiter auf die Schlattner Hill Richtung Agnita (Agnetheln) führt. Die Entfernung zur Kreisstadt Sibiu (Hermannstadt) beträgt etwa 80 km in südwestliche Richtung. Die beiden nächsten größeren Zentren sind Mediaș (Mediasch) und Sighișoara (Schäßburg).
Die Gemeinde Biertan besteht aus den Dörfern Biertan, Richiș (Reichesdorf) und Copșa Mare (Groß-Kopisch) und hat etwa 2500 Einwohner.

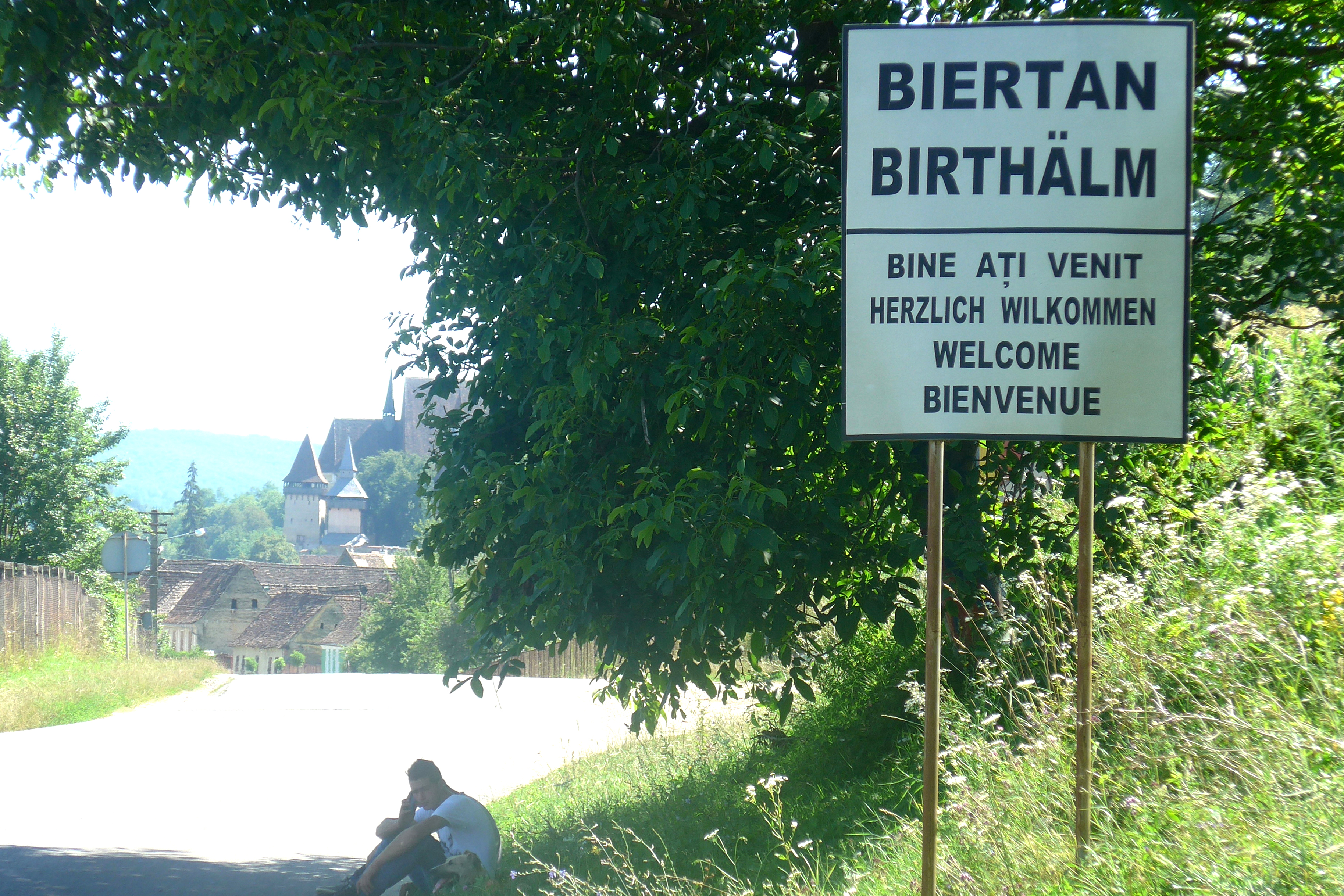
Ortseingangsschild mit rumänischer und deutscher Bezeichnung

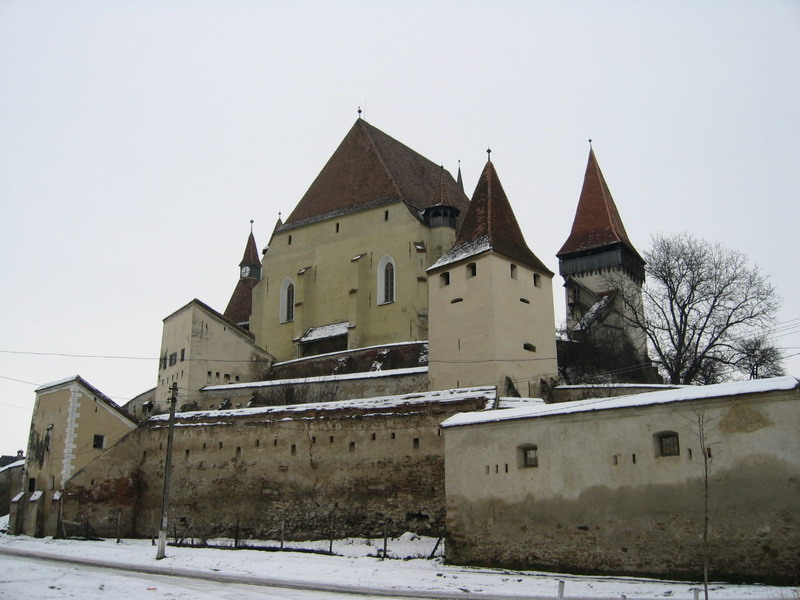
Westansicht der Birthälmer Kirchenburg; von links nach rechts: Weberturm, Rathausturm (beide mit Pultdach), Stundenturm (leicht verdeckt), Speckturm, Katholischer Turm

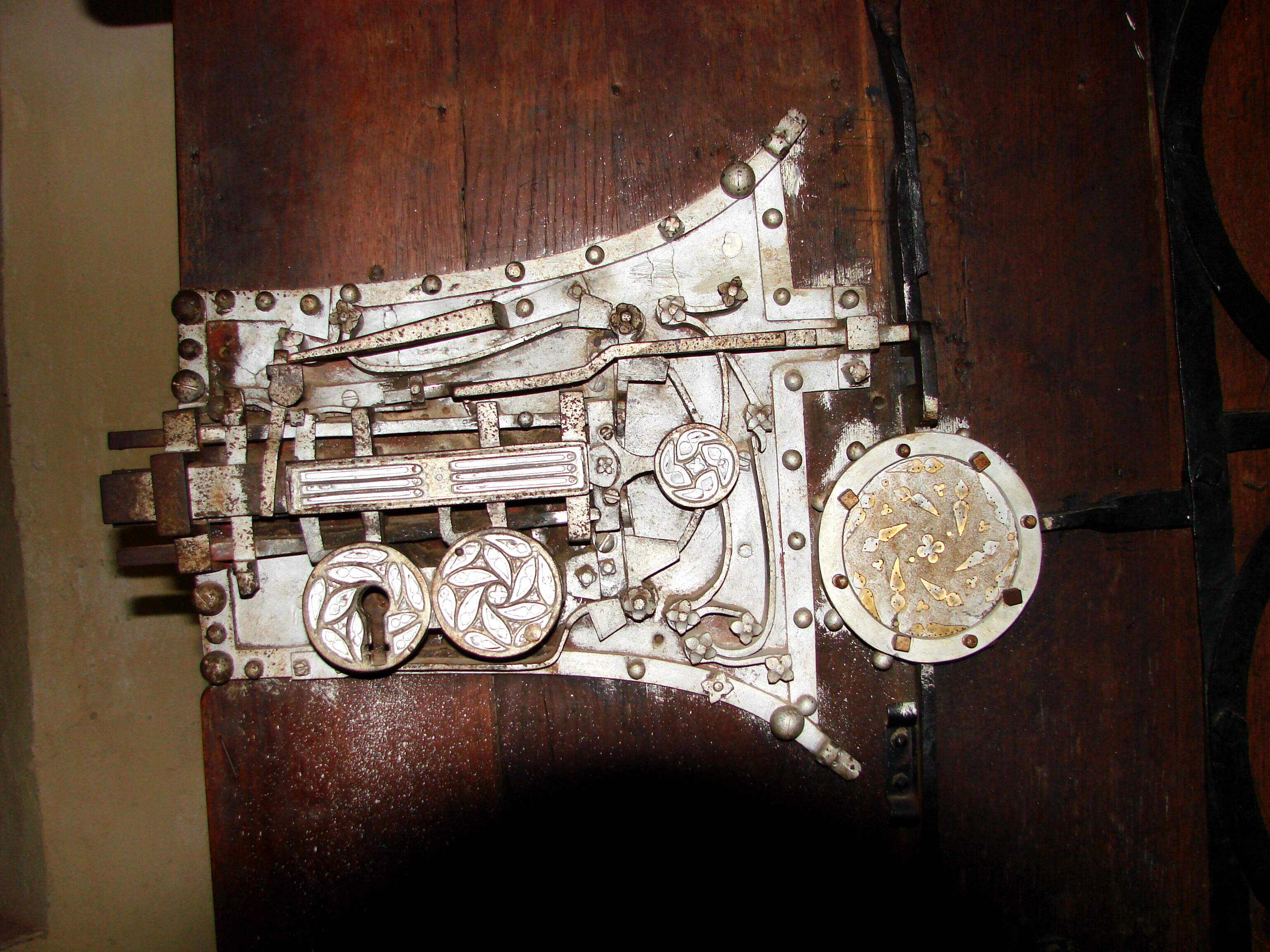
Schloss der Sakristeitür

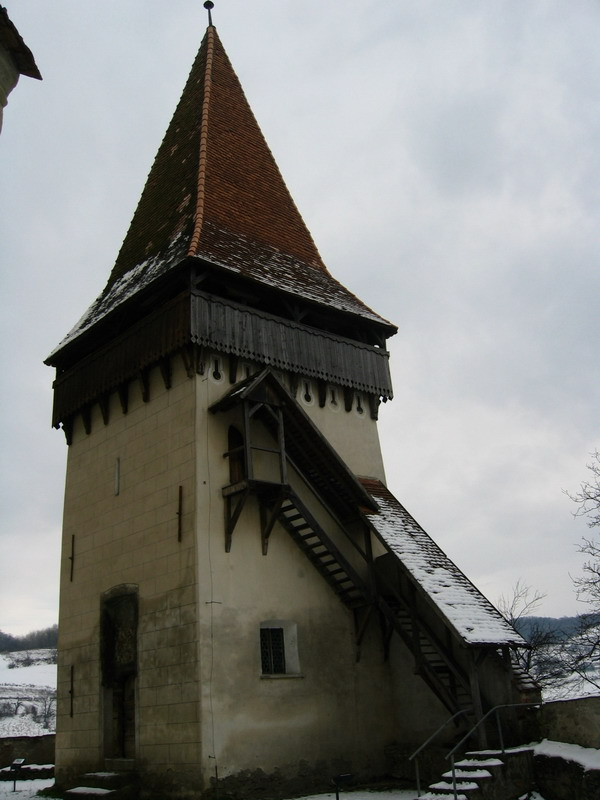
Katholischer Turm

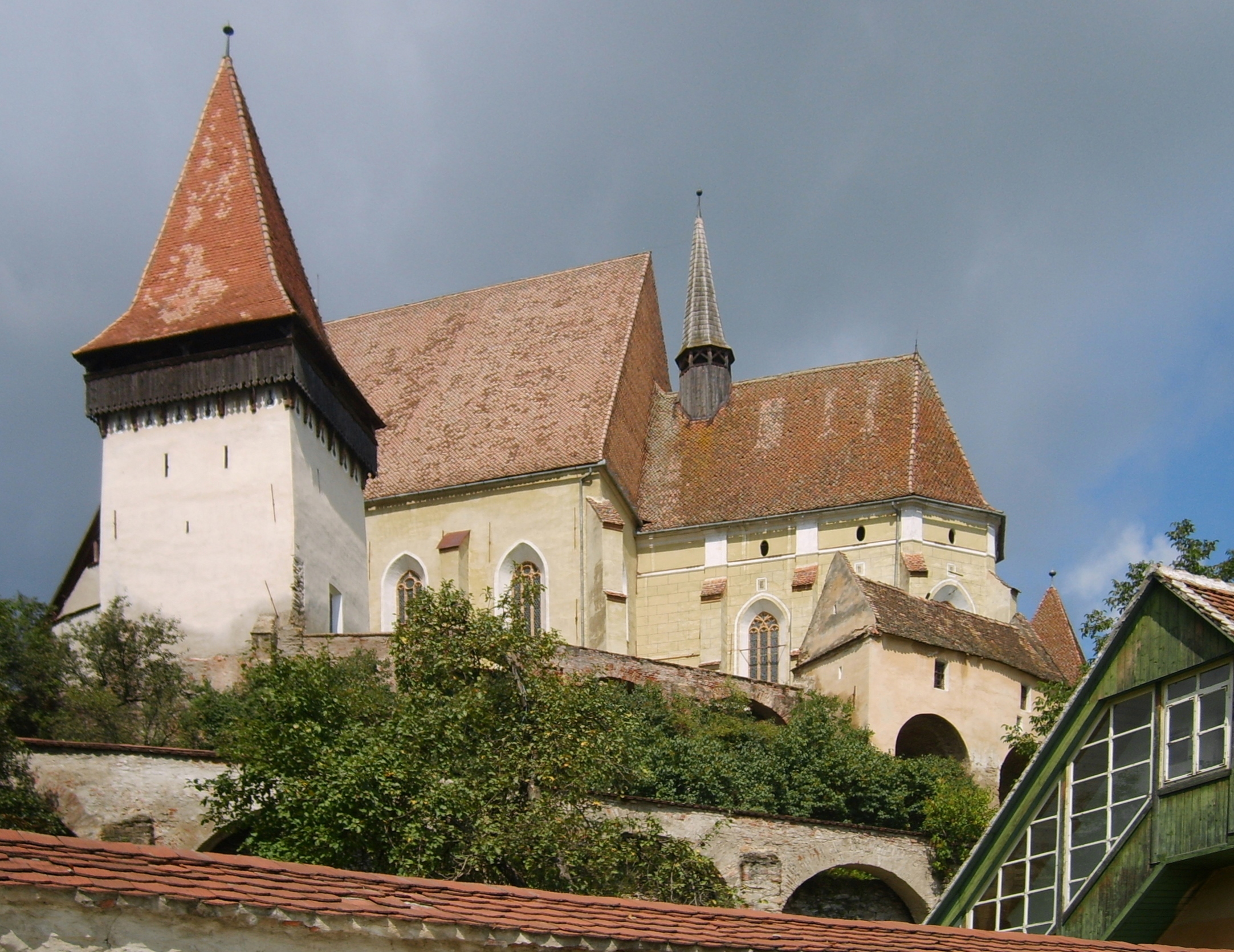
Katholischer Turm (links) und die drei Ringmauern

## Geschichte
Die erste urkundliche Erwähnung stammt aus dem Jahr 1283, zusammen mit den Ortschaften Hetzeldorf, Reichesdorf, Meschen, Mediasch, Pretai, Scharosch und Groß-Kopisch. In dem Dokument geht es um eine Abfindung von Steuern an den Bischof von Siebenbürgen, die darin verhandelt wird (Wechsel von Naturalabgaben zu einer Abgabe von 40 Silber Mark). Durch dieses „Feilschen“ wird deutlich, dass Birthälm damals noch nicht dem Recht des Goldenen Freibriefs von 1224 unterlag, in dem derartiges bereits hinreichend geregelt war. Es muss also in der Zeit zwischen 1224 und 1283 gegründet worden sein.
Birthälm war eine Ortschaft auf dem Gebiet der Zwei Stühle von Mediasch und Schelk. Diese Region erlangte die Rechte des Goldenen Freibriefs ab ca. 1315. 1397 erhielt Birthälm den Status eines Marktfleckens (oppidum). 1418 gewährte König Sigismund von Luxemburg (1368–1437) das Marktrecht und die Hochgerichtsbarkeit. Nachdem Nikolaus Apafi von Malmkrog 1440 auf das Erbgrafenamt verzichtet hatte, konnte sich der Ort selbst verwalten. 1468 befreite König Matthias Corvinus (1443–1490) zugunsten der Verteidigung der Kirchenburg ein Drittel der wehrfähigen Bürger vom Heeresdienst.
Die Ansiedlung entwickelte sich rasch zu einem bedeutenden Marktflecken. Zu Beginn des 16. Jahrhunderts stand Birthälm kurz vor der Erhebung zur Stadt. Es gab damals vier sog. „Zahlhäuser“ (die als Steuerbemessungsmaßstab dienten). Die wirtschaftliche Grundlage bildeten ein florierendes Handwerk (in mehreren Zünften) und der Weinbau (siehe: Weinbau in Rumänien). Im Jahre 1510 verzeichnete Birthälm bereits 31 Steuer-„Marken“, was auf eine Einwohnerzahl von etwa 5000 Personen schließen lässt. Auch die räumliche Ausdehnung war beträchtlich größer als heute. Die städtische Entwicklung hatte voll eingesetzt. Auf das erste Viertel des 16. Jahrhunderts entfällt auch die Zeit der „großen Bautätigkeit“ in Birthälm. In dieser Periode wurde an der Stelle einer frühgotischen Basilika die heutige, gotische Hallenkirche errichtet. Ab 1468 ist auch eine Wehranlage auf dem Kirchenhügel belegt, deren hauptsächliche Bauzeit allerdings auf den Beginn des 16. Jahrhunderts fällt. Die Kirchenburg erhielt damals ihre heutige Gestalt. Im Jahr 1572 wurde sogar der Sitz der Sachsenbischöfe unter Lucas Unglerus von Hermannstadt nach Birthälm verlegt, wo er für fast 300 Jahre (bis 1867) verblieb.
Während der Türkenkriege kam es jedoch immer wieder zu Überfällen. Da der Ort noch keine Stadtmauern besaß, war er Brandschatzungen, Plünderungen und Menschenraub relativ schutzlos ausgesetzt. Seuchen dezimierten die Einwohnerschaft zusätzlich, so dass die Bevölkerung dauerhaft auf einen Bruchteil ihres alten Bestandes reduziert wurde. Allmählich glitt der Ort – in Konkurrenz zu den nahen Städten Mediasch und Schäßburg – in die Zweitrangigkeit ab.
Bei der Volkszählung von 1930 hatte Birthälm 2331 Einwohner, davon 1228 Siebenbürger Sachsen. 1992 lebten nur noch 180 Sachsen in der Gemeinde. Aktuell ist ihre Anzahl auf ca. 70 Personen gesunken.

## UNESCO-Weltkulturerbe
Kirchenburg: Die Kirchenburg wurde 1993 zum UNESCO-Weltkulturerbe erklärt. Sie erhebt sich auf einem steilen Hügel inmitten des Ortes. Der innere, älteste Mauerring der Burg wird auf Ende des 14. oder Anfang des 15. Jahrhunderts datiert. Als Sitz des evangelischen Bischofs von Siebenbürgen spielte der Sakralbau eine wichtige Rolle und wurde aufwendig ausgestattet. Die gotische Hallenkirche (die keinen Turm besitzt) wird umgeben von drei Ringmauern, sechs Türmen mit Pyramidendach (Stundenturm, Glockenturm, Mausoleumsturm, Katholischer Turm, Speckturm, Einfahrtsturm), zwei Türmen mit Pultdach (Rathausturm, Weberturm) sowie von einer Bastei (Scheidungshaus bzw. Ehegefängnis).
Heute ist die Birthälmer Kirchenburg eine bedeutende touristische Attraktion und ihre Silhouette weltweit bekannt. Sie ist alljährlich (mit Ausnahmen, z. B. 2007) der Schauplatz des sog. „Sachsentreffens“ der noch in Siebenbürgen verbliebenen Siebenbürger Sachsen.
Kunstgegenstände und Gebäudeteile der Kirchenburg von besonderem historischem Wert:
- Bischofsgruft (Mausoleumsturm): Im inneren Mauerring, nordöstlich neben der Kirche, befindet sich der Mausoleumsturm. Da der alte Friedhof hinter der Deutschen Schule aufgegeben wurde, exhumierte man im Jahr 1913 die Gebeine der Bischöfe und bestattete sie in eine Gruft inmitten dieses Turms. An den Wänden stehen neun Grabplatten, sieben davon in Gedenken an die folgenden Bischöfe: Franz Graffius, Georg Theilesius, Christian Barth, Christian Haas, Lucas Unglerus, Zacharias Weyrauch sowie Mathias Schiffbaumer. Die anderen beiden Grabsteine sind Franz Salicaeus (Pfarrer und Generaldechant) sowie dem Pleban Johannes (Bauherr der Kirche) gewidmet. Auffällig ist, dass allen Figuren die Nasen abgeschlagen sind. Einer Sage zufolge sollen die Türken den Bischofsfiguren die Nasen abgeschlagen haben, als sie während einer Belagerung bis in den inneren Burghof vorgedrungen waren.
- Katholischer Turm: Dieser Turm, ebenfalls in der inneren Ringmauer, südlich neben der Kirche, verfügt im Erdgeschoss über einen kapellenartigen Raum mit Tonnengewölbe (Rundtonne). Die Wände sind noch vollständig mit Fresken versehen. Der Name rührt daher, dass in dem überwiegend protestantischen Ort die katholischen Messen im Turm abgehalten wurden.
- Pultturm (Rathausturm): In der zweiten (mittleren) Ringmauer befindet sich auf der Westseite ein Turm mit einem Pultdach, an dessen Fassade sich Fresken aus dem 16. Jahrhundert erhalten haben. Durch diesen Turm verläuft, wie auch durch drei weitere Türme (Einfahrtsturm, Speckturm und Stundenturm), der Auffahrtsweg in den Burginnenhof. Somit ist er einer der insgesamt vier Tortürme, welche früher im Kriegsfall die Auffahrt ins Burginnere mit Falltoren versperrt hatten.
- Portale: Die drei Portale der Kirche sind in ihrem ursprünglichen mittelalterlichen Zustand erhalten. Sowohl das Sandsteinmaßwerk als auch die Türen selbst stammen aus dem 16. Jahrhundert. Das Schloss des Nordportals ist ein sogenanntes Vexierschloss.
- Zunftfahnen: Da Birthälm ein Marktflecken mit einer großen Handwerkeranzahl war, die sich in Zünften organisierten, gab es bestimmte Zunftabzeichen – die sog. Zunftfahnen. Von diesen haben sich im Kirchenraum mehrere erhalten.
- Kanzel: Im Kirchenraum, außerhalb des Chorraumes, befindet sich die Kanzel. Sie ist aus einem einzigen großen Sandsteinblock gefertigt und zeigt filigrane Steinschnitzereien, die teils der Spätgotik, teils der Renaissance zuzuordnen sind. Ihr Entstehungsjahr ist 1523 oder 1524.
- Flügelaltar: Im Kircheninneren befindet sich einer der größten mittelalterlichen Flügelaltare Siebenbürgens mit 28 vorreformatorischen Bildtafeln, die – ungewöhnlicherweise – die Festtagsseite (die ausgeklappten Bildtafeln) jeden Tag zeigen und nur zu den hohen Festtagen (Weihnachten, Ostern und Pfingsten) geschlossen werden.
- Gestühl: Im Altarraum gegenüber der Sakristeitür befindet sich das alte bischöfliche Chorgestühl. Es stammt vom Schäßburger Holzschnitzer Johannes Reychmuth, von dem sich u. a. in Reichesdorf und Schäßburg weitere wertvolle Arbeiten erhalten haben. Es ist aus Lindenholz gefertigt und mit aufwendigen Intarsien verziert.
- Sakristeitür: Die Sakristeitür aus dem Jahr 1515 ist eine der größten Schätze der Kirchenburg. Sie ist mit einer raffinierten Mechanik ausgestattet, die insgesamt 19 Riegel und einen automatischen Verschluss beinhaltet. Wie das Gestühl ist die Tür ebenfalls reich mit Holzeinlegearbeiten verziert und das Schloss auf der Innenseite (Sakristeiseite) ist mit fein gearbeiteten Nilpferdköpfen eingefasst und aufwendig ziseliert. Die Tür wurde auf der Weltausstellung 1889 in Paris ausgestellt und fand dort Beachtung.
- Scheidungshaus: Im innersten Mauerring, südöstlich neben der Kirche, etwa auf halber Strecke zwischen Mausoleumsturm und Katholischem Turm, befindet sich das sogenannte Scheidungshaus. Hier wurden die scheidungswilligen Paare eingeschlossen – und zwar mit nur einem Bett, einem Tisch, einem Stuhl, einem Teller, einer Tasse, einem Löffel usw. Sie wurden so lange dort gehalten, bis sie wieder von ihrer Trennung absehen wollten. In den 400 Jahren, in denen das Scheidungshaus genutzt wurde, soll es angeblich nur eine einzige Scheidung gegeben haben.

## Persönlichkeiten
- Lucas Unglerus (16. Jahrhundert), evangelischer Pfarrer und Bischof, verlegte den Bischofssitz nach Birthälm[4]
- Andreas Heldmann (1688–1770), Germanist und Historiker, geboren in Birthälm
- Johann Peter Migendt (1703–1767), Orgelbauer, geboren in Birthälm
- Jakob Aurelius Müller (1741–1806), siebenbürgischer Bischof
- Friedrich Franz Salzer (1827–1890), Chirurg und Hochschullehrer in Wien, geboren in Birthälm
- Georg Meyndt (1852–1903), Liederdichter
- Hermann Phleps (1877–1964), Architekt, Kunsthistoriker und Hochschullehrer.
- Artur Phleps (1881–1944), Offizier und Korpskommandeur im Rang eines SS-Obergruppenführers